# Vadim Pristaiko
Vadim Volodímirovich Pristaiko (en ucraniano: Вадим Володимирович Пристайко. 20 de febrero de 1970) es un diplomático ucraniano. Fue embajador plenipotenciario en el Reino Unido entre 2020 y 2023. Fue nombrado miembro del gabinete presidencial por el presidente Volodímir Zelenski el 20 de julio de 2020 tras varios cambios de cargos ministeriales desde 2019.

## Biografía
Vadim Pristaiko nación el 20 de febrero de 1970 en Kiliyá, en el óblast de Odesa que en ese momento pertenecía a la RSS de Ucrania, dentro de la Unión Soviética. Más tarde se mudaría junto con su familia a la capital, Kiev.
En 1994, Pristaiko se graduó cum laude de la facultad de computación científica del Instituto Politécnico de Kiev Ígor Sikorski. En 1998 obtuvo una maestría de la Universidad Estatal de Finanzas y Comercio Internacional. Habla con soltura el ucraniano, el ruso y el inglés.
Trabajó brevemente en el sector privado, siendo cofundador de una de las empresas de proveedores de Internet y electrónica más grande de Ucrania: Electronni Visti.

### Carrera política
En 1994, obtuvo una posición dentro del Ministerio de Relaciones Económicas Extranjeras de Ucrania en un momento en el que la recién independizada Ucrania estaba negociando su adhesión al GATT y a la OMC. Estaría desempeñando un papel relevante en este ámbito hasta 1997, cuando fue reubicado en la sección de negocios con Asia y el Pacífico para buscar expandir las oportunidades empresariales de Ucrania.
En el año 2000, Vadim Pristaiko se convirtió en el cónsul ucraniano de Sídney, en Australia, teniendo una ocupación tanto política como de encargos económicos para los negocios de Ucrania en Oceanía.
Desde 2002, empezó a formar parte del Directorio de Administración de Política Exterior del Presidente Leonid Kuchma, habiéndose mantenido como parte del directorio con mayor o menor protagonismo con Yúshchenko, Yanukóvich, Poroshenko y el actual presidente, Zelenski.
Entre 2004 y 2009, estuvo destinado en Canadá, siendo inicialmente consejero de la embajada para ser nombrado el encargado de negocios en 2006. En 2007 se convirtió en parte de la misión ucraniana para las negociaciones de adhesión a la OTAN como vicedirector general para la OTAN del Ministerio de Relaciones Exteriores de Ucrania.
De 2009 a 2012, pasó a ser el jefe de la misión diplomática ucraniana en Washington D. C., en Estados Unidos; pero el 8 de noviembre de 2012, el entonces presidente de Ucrania, Víktor Yanukóvich lo nombró embajador de Ucrania en Canadá.
En diciembre de 2014, se convierte en viceministro de Asuntos Exteriores del ministro Pavló Klimkin. Con este puesto fue también el encargado de la nueva misión ucraniana ante la OTAN.
El 29 de agosto de 2019, es nombrado ministro de Asuntos Exteriores en el gobierno de Honcharuk. El 4 de marzo de 2020, será liberado del cargo y nombrado vice primer ministro para la Integración euroatlántica en el gobierno de Shmyhal. El 4 de junio, será nuevamente liberado del cargo.
Desde el 20 de julio de 2020, es el embajador de Ucrania en el Reino Unido.
Durante la crisis ruso-ucraniana, en una entrevista con la BBC se mostró muy contrariado por las declaraciones estadounidenses, defendiendo la vía de la paz.

## Familia
Es hijo de Volodímir Ilyich Pristaiko (1941-2008), Teniente General de Justicia, Jefe Adjunto del SBU de 1996 a 2004 (servicio secreto) y Abogado Honorario de Ucrania.
Está casado y tiene dos hijos.